# Scoffie
Scoffíe (in sloveno Spodnje Škofije, fino al 1954 in italiano Albaro Vescovà) è un paese dell'Istria slovena di 2 319 abitanti, frazione del comune di Capodistria.
Il bilinguismo sloveno/italiano è riconosciuto a livello comunale nella zona di Valmarin, parte integrante di Scoffie.

## Geografia fisica

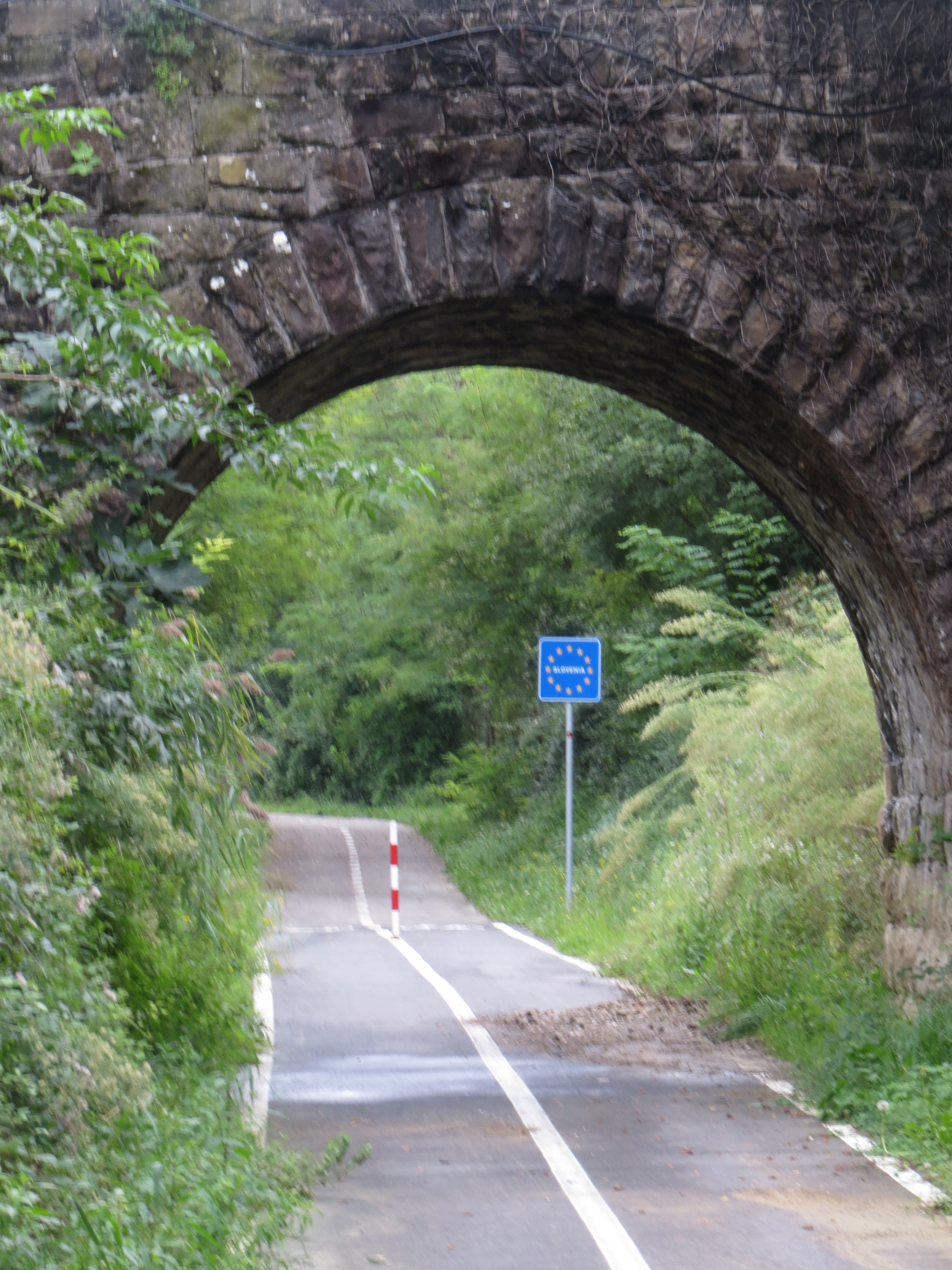
Confine tra l'Italia e la Slovenia a Scoffie

Il territorio è attraversato dal fiume Risano, il torrente Rabuiese e il torrente de Ciozi.
La località è situata a sudest della penisola muggesana quasi a ridosso del confine italiano.

## Storia
Il toponimo Scoffíe è la forma slavizzata (dallo sloveno Škof, vescovo) di toponimi d'origine medievale quali Mondelvèscu (monte del vescovo) e Vescovà (vescovato).

La frazione inferiore, Scoffie di Sotto, già nota come Villa degli Alberi dopo il 1500 (come risulta negli atti della chiesa e dei notai), è oggi interessata da un notevole flusso di traffico internazionale da e verso l'Italia; di qui passava la ferrovia Parenzana, che salendo la sella di Rabuiese, scendeva l'erto pendio di Fortezza (Forteca) e attraverso Valmarin arrivava a Villa Decani (Dekani).

Vicino a Valmarin, ove scorre il torrente de Ciozi , vi sono ancora un gruppo di case dette Cortivo del vescovo, mentre ad ovest verso Ancarano si trovano le case di Morettini, dal nome dell'omonimo conte che qui aveva in passato il suo maniero. Più a monte verso est si trova invece l'insediamento di Scoffie Superiore, a sua volta suddiviso in Scoffie di Mezzo e Scoffie di Sopra; il primo era anticamente denominato Mondelvèscu (monte del vescovo), mentre il secondo chiamato semplicemente  Vescovà.

Più a est verso Antignano d'Istria si trovano le case di Rombi e Četrta Škofija (letteralmente Scoffie quarta).
Dopo la prima guerra mondiale il centro abitato di Scoffie, allora frazione di Muggia, passò al Regno d'Italia con tutta la Venezia Giulia; nel 1923 una parte della frazione venne distaccata da Muggia ed aggregata a Capodistria.

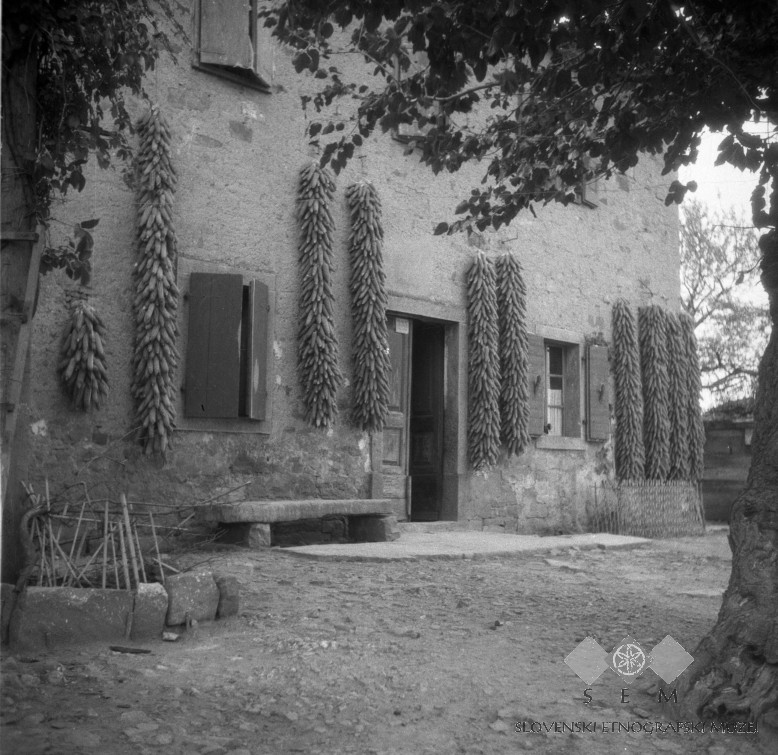
Scoffie, 1949

Dopo la seconda guerra mondiale, tra il giugno 1945 e il settembre 1947, la frazione venne attraversata e quindi divisa dalla linea Morgan, che in seguito, in questa parte dell'Istria venne a coincidere fino all'autunno 1954 con la linea di demarcazione tra zona A e B del Territorio Libero di Trieste. La parte del territorio di Scoffie rientrante nella Zona A, venne da questa separata e posta sotto amministrazione jugoslava a seguito della modifica confinaria imposta dal Memorandum di Londra del 1954, che tolse al comune di Muggia una striscia di territorio di ca. 10 km² da Scoffie fino al mare. Questo atto provocò l'esodo in Italia di circa 3 500 persone, gran parte dei locali residenti, sia italofoni sia numerosi slovenofoni.
Dal 1991, Scoffie fa parte della neo-costituita Repubblica di Slovenia.

## Geografia antropica

### Suddivisioni amministrative
A livello amministrativo è diviso in due insediamenti (naselja): Scoffíe di Sotto (Spodnje Škofije), che conta 1 393 abitanti, e Scoffíe di Sopra (Zgornje Škofije), che ne conta 903.